# Šalva Eliava
Šalva Eliava (Gruzínsky: შალვა ელიავა; Rusky: Шалва Зурабович Элиава, Šalva Zurabovič Eliava) (30. září 1883 – 3. prosince 1937) byl gruzínský politik a sovětský činovník. Podílel se na sovětizaci střední Asie a Kavkazu. Ve 30. letech upadl v nemilost a byl popraven během stalinské Velké čistky.
Eliava se narodil do zchudlé šlechtické rodiny ze západní Gruzie. Studoval práva na Petrohradské univerzitě, ale v roce 1903 byl vyloučen za svou účast ve studentských protestech. V roce 1904 vstoupil do Ruské sociálně demokratické dělnické strany a přidal se k bolševické frakci. V roce 1905 se v Tbilisi a Kutaisi aktivně účastnil dělnického povstání jako agitátor a tvůrce propagandy a nakonec byl na krátkou dobu zatčen. V roce 1906 se vrátil do Petrohradu, kde se opět přidal k radikálním studentským hnutí, ale byl brzy zatčen a vykázán z města do Olonecké gubernie (k Ladožskému jezeru). Po čtyřech letech se mohl zase vrátit do Petrohradu, ale zde se pustil opět do revolučních aktivit, takže byl v roce 1915 zase zatčen a odsouzen k vyhnanství do Vologdy.
Po vypuknutí Ruská revoluce v roce 1917 se dostal do čela voložského sovětu a zúčastnil se druhého všeruského sjezdu Sovětů. V roce 1918 složil svůj mandát ve výkonném výboru voložského sovětu a přestěhoval se do Moskvy, kde získal práci na ruském Lidovém komisariátu průmyslu a obchodu. V tomto roce se také stal členem Ústředního výboru bolševické strany, Zakavkazského výkonného výboru strany a Gruzínského ústředního výkonného výboru strany.
Když vypukla občanská válka v Rusku, Eliava byl poslán do Turkestánu, aby tam z pozice člena místního „Revkomu“ (Revolučního výboru) pomohl nastolit sovětskou moc a pořádek. Po splnění tohoto úkolu sloužil v roce 1920 jako sovětský vyslanec v Turecku a Íránu. Když v roce 1921 začala invaze do Gruzie, stal se členem kavkazské kanceláře ruské komunistické strany a gruzínského Revkomu. Po porážce Gruzínské demokratické republiky získal Eliava ve vládě nejprve Gruzínské SSR a pak Zakavkazské SFSR post lidového komisaře námořnictva a armády. Od ledna 1923 do června 1927 vykonával funkci předsedy gruzínské vlády jakožto Předseda Rady lidových komisařů Gruzínské SSR a hned potom až do roku 1931 působil jako Předseda Rady lidových komisařů celé Zakavkazské SFSR. Od roku 1927 byl také kandidátem Ústředního výboru KSSS.
Během třicátých let již Eliava zastával i vysoké funkce v sovětské vládě. Nejprve působil jako zástupce sovětského lidového komisaře zahraničního obchodu a od roku 1936 pak jako zástupce sovětského lidového komisaře lehkého průmyslu. V roce 1936 ale upadl v nemilost, když začala tzv. Velká čistka. V květnu následujícího roku byl zatčen, vyslýchán a 3. prosince 1937 společně s mnoha přáteli z politiky popraven.